# HIW VSK
La HIW VSK era una carrabina dissenyada per Hessische Industrie Werke per al seu ús per l'Alemanya Nazi. Va ser dissenyada per al seu ús per la Volkssturm com a carrabina / fusell experimental i no es van produir mai en grans quantitats.

## Variants
Tenia dues variants, i la seva major diferència es trobava en el sistema de recàrrega i la munició:

### Fusell
Calibrat per a disparar la munició de fusell de 7,92 x 57 mm IS. Utilitzava un carregador intern de 5 bales, carregat mitjançant clips de munició estàndard. El forrellat es movia cap endavant per un sistema de forrellat manual.

### Carrabina
Calibrat per a disparar la munició de carrabina (i fusell d'assalt) de 7,92 x 33 mm Kurz. Utilitzava un carregador intern de 5 bales carregat per uns clips de munició especials per a aquesta munició. El forrellat es movia amb un sistema de Blowback, que consisteix en el fet que el retrocés de la bala i alguns gasos fan que una molla retrocedeixi, expulsant la bala disparada i carregat una nova bala.